# Thomas (Oklahoma)
Thomas és una ciutat dels Estats Units a l'estat d'Oklahoma. Segons el cens del 2000 tenia 1.238 habitants.

## Demografia
Segons el cens del 2000, Thomas tenia 1.238 habitants, 486 habitatges, i 337 famílies. La densitat de població era de 401,7 habitants per km².
Dels 486 habitatges en un 31,7% hi vivien nens de menys de 18 anys, en un 56,4% hi vivien parelles casades, en un 10,3% dones solteres, i en un 30,5% no eren unitats familiars. En el 28,6% dels habitatges hi vivien persones soles el 14,8% de les quals corresponia a persones de 65 anys o més que vivien soles. El nombre mitjà de persones vivint en cada habitatge era de 2,43 i el nombre mitjà de persones que vivien en cada família era de 2,99.
Per edats la població es repartia de la següent manera: un 25,8% tenia menys de 18 anys, un 6,9% entre 18 i 24, un 23,5% entre 25 i 44, un 21,1% de 45 a 60 i un 22,6% 65 anys o més.
L'edat mediana era de 41 anys. Per cada 100 dones de 18 o més anys hi havia 83,6 homes.
La renda mediana per habitatge era de 30.083 $ i la renda mediana per família de 36.667 $. Els homes tenien una renda mediana de 30.000 $ mentre que les dones 17.440 $. La renda per capita de la població era de 15.693 $. Entorn del 13% de les famílies i el 17,2% de la població estaven per davall del llindar de pobresa.

## Poblacions més properes
El següent diagrama mostra les poblacions més properes.